# 大別山区域医療中心
大別山区域医療中心（だいべっさんくいきいりょうちゅうしん）は、湖北省黄岡市黄州区路口鎮白潭湖にある病院である。敷地面積約15000m2。

## 沿革
2013年12月16日、大別山地区医療センターの建設が開始され、2016年、第一期の建設が完了した。新型コロナウイルス感染症の流行 (2019年-)にかけて、黄岡市は医療資源が不足していたため、黄岡市政府は病院を隔離点に改造することを决めた。2020年1月28日夜、病院の改造が完了した。